# 일리스 그라프스트룀
일리스 그라프스트룀(스웨덴어: Gillis Grafström, 1893년 6월 7일 ~ 1938년 4월 14일)은 스웨덴의 남자 피겨 스케이팅 선수이다.

## 생애 및 선수 경력
벨기에 안트베르펜에서 열린 1920년 하계 올림픽 대회에서 남자 싱글 금메달을 획득했다. 1924년 동계 올림픽이 신설되어 피겨 스케이팅도 동계 올림픽으로 옮겨 치러졌으며, 그는 프랑스 샤모니에서 열린 제 1회 동계 올림픽 대회에서도 금메달을 땄다. 이어 1928년 동계 올림픽에서도 금메달을 획득했고, 1932년 동계 올림픽에서 은메달을 획득, 올림픽에서 총 금메달 3개와 은메달 1개를 따고 은퇴했다. 그는 피겨 스케이팅 선수 중 통산 올림픽 메달 획득 개수가 가장 많다. 세계 선수권에서도 세 차례(1922년·1924년·1929년) 우승했다. 그는 베를린 공과 대학교에서 건축을 전공하고 독일에서 건축가로 활동했으며, 1938년 포츠담에서 44세로 패혈증으로 사망하였다.
그는 1976년에 세계 피겨 스케이팅 명예의 전당에 헌액되었다.

## 같이 보기
- 세계 피겨 스케이팅 선수권 대회

## 참조
1. ↑  “일리스 그라프스트룀”. 2014년 10월 8일에 원본 문서에서 보존된 문서. 2011년 1월 24일에 확인함.
2. ↑  “명예의 전당 회원”. 세계 피겨 스케이팅 명예의 전당. 2011년 7월 9일에 원본 문서에서 보존된 문서. 2011년 1월 24일에 확인함.